# Легковажна Я
«Легковажна Я» (також «Відмінниця легкої поведінки», Легковажна відмінниця, англ. Easy A) — американська молодіжна комедія 2010 року за сценарієм Берта Рояла. Режисер — Вілл Глюк, в головній ролі — Емма Стоун. Частково знятий під впливом новели Червона Буква. Фільм був знятий на студії Screen Gems в місті Охай (Каліфорнія). Також випущений на DVD та Blu-ray 21 грудня 2010.

## Сюжет
Олів Пендерґаст бреше найкращій подрузі, Ріанні, про те, що вона збирається на побачення, аби не їхати на вихідних до лісу з батьками Ріанни. Замість цього вона всі вихідні стирчить вдома, слухаючи пісню «Pocketful of Sunshine» з музичної листівки. Наступного понеділка, через настирливі прохання Ріанни, Олів бреше їй про те, що втратила цноту з хлопцем із коледжу, в надії, що після цього розпитування припиняться. Меріен, дівчина з їх школи, яка є ревною християнкою, підслуховує цю брехню, і чутка швидко поширюється.
В школі існує консервативний біблійний гурток, яким керує Меріен. Вона вирішує, що Олів буде їх наступним «проєктом». Гурток під виглядом турботи починає переслідувати дівчину. Це продовжується в класі англійської літератури, в якому викладає містер Гріффін. Клас читає новелу про подружню зраду та сором — Червона Буква. Одна з дівчат групи робить в'їдливе зауваження, допускаючи, що Олів теж напевне мала б носити червону букву A (від англ. adultery — подружня зрада), як і головна героїня книги. Олів відповідає не менш в'їдливо і через це потрапляє до кабінету директора. Під час відбування покарання (прибирання школи) вона розповідає своєму другові Брендону усю правду, а він розповідає, як інші принижують його за те, що він гей.
Брендон пізніше заходить в гості і просить Олів вдати ніби вона переспала з ним, щоб його прийняли однокласники. Брендон таки вмовляє її, і вони на одній з вечірок роблять вигляд ніби займались сексом. Після цього Олів стикається з Тодом, якого вона майже поцілувала багато років тому під час дитячої гри, але пообіцяла збрехати іншим, що зробила це.
Після сварки з Ріанною через свій новий образ «брудної хвойди», Олів вирішує протистояти загальній зневазі ще більше посилюючи свою репутацію. Вона починає вдягати більш провокативний одяг, і пришиває червону «A» (як персонаж Хестер Прінн в Червоній літері) до всього свого гардеробу. Крім того, серед хлопців, які не мають особливого успіху у протилежної статі, поширюється чутка про те, що в обмін на подарунки та гроші Олів може збрехати про те, що в них був секс.
Якось випадково Олів знаходить порозуміння з Меріен, але це проходить коли в Майка (хлопця Меріен) виявляють хламідіоз, а він бреше про те, що заразився ним від Олів. Олів бачить місіс Гріффіт, шкільного консультанта та дружину містера Гріффіта, яка крізь сльози зізнається, що це вона переспала з Майком. Олів обіцяє взяти всю провину на себе, щоб врятувати місіс Гріффіт від втрати роботи та шлюбу. Ріанна, частково через заздрість до уваги яку отримує Олів, приєднується до церковної групи, і теж переслідує свою колишню найкращу подругу.
Незабаром Олів розуміє, що попри те, що кожен вважає, що вона спить зі всіма навколо, ніхто насправді не хоче з нею зустрічатись. Все змінюється коли Енсон запрошує її на побачення. Побачення псується, коли Олів бачить Ріанну в ресторані і згадує, що подруга закохана в Ансона. На парковці Енсон намагається заплатити Олів, будучи впевненим, що він справді отримає секс. Олів опирається, і він розгнівано їде геть. Поки вона, розчарована, стоїть посеред дороги, її помічає Тод.
Тод розповідає їй, що не вірить чуткам, і думає, що вона насправді чудова. Тоді Олів вирішує виправити своє життя.
Олів просить хлопців, заради яких вона збрехала, щоб вони визнали, що всі чутки — брехня. Але вони відмовляються. Також вона іде до місіс Гріффін, але вона теж відмовляється, і каже, що ніхто не повірить Олів. Розсерджена Олів біжить до містера Гріффіта, і каже йому, що його дружина зрадниця, але через мить шкодує про це, розуміючи, що знищує шлюб.
Щоб цілком розкрити правду, вона виступає на зборі уболівальників, і натякає, що покаже сексуальне шоу через вебкамеру, щоб привернути увагу до свого влогу. В ньому вона розкриває всю правду, вибачається перед усіма, а також зізнається, що їй подобається Тод і що можливо вона втратить цноту з ним, але це зовсім нікого не стосується.

## Ролі виконували
- Емма Стоун в ролі Олів Пендергаст
- Елісон Мічалка в ролі Ріанни
- Пенн Бедглі в ролі Тода
- Аманда Бейнс в ролі Меріен Браян
- Томас Гейден Черч в ролі містера Гріффіта
- Патрісія Кларксон в ролі Розмарі Пендергаст
- Стенлі Туччі в ролі Діла Пендергаста
- Кем Жіганде в ролі Майка
- Ліза Кудров в ролі пані Гріффіт
- Малкольм МакДауелл в ролі директора Гіббонса
- Ден Бйорд в ролі Брендона
- Джейк Сандвіг в ролі Енсона
- Фред Амісен в ролі пастора Браяна
- Джуліет Гогліа в ролі юної Олів
- Лелейн в ролі пліткарки
- Стейсі Трейвіс в ролі місіс Браян
- Бонні Берроуз в ролі матері Майка
- Роусон Турбер в ролі хлопця з ресторану Quiznos

## Саундтреки
Офіційний альбом, із піснями з фільму, включив в себе наступні треки:
1. OneRepublic — «Good life»
2. Bad Before Good — «Day One»
3. Lenka — «Trouble Is A Friend»
4. Cary Brothers — «If You Were Here»
5. The Yeah You's — «15 Minutes»
6. Remi Nicole — «Cupid Shoot Me»
7. Kram — «Satellite»
8. AM — «Don't You (Forget About Me)»
9. I Heart Homework — «We Go Together»
10. Kardinal Offishall — «Numba 1 (Tide Is High)»
11. Carlos Bertonatti — «Perfect Picture»
12. Miniature Tigers — «The Wolf»
13. Jessie J — «Sexy Silk»
14. The Boy Least Likely To — «When Life Gives Me Lemons I Make Lemonade»
15. Natasha Bedingfield — «Pocketful Of Sunshine»
16. Simple Minds — «Don't You (Forget About Me)»
17. Sweet Thing — «Change of Seasons»
18. Joan Jett — «Bad reputation»

## Цікаві факти
- Для зйомок в фільмі Емма Стоун відмовилась від ролі в фільмі Зака Снайдера «Заборонений прийом»[8]
- Оригінальний сценарій містив ненормативну лексику — слово «fuck» було використано 41 раз, «shit» — 13 раз, і cunt — 3 рази. Пізніше сценарій був переписаний, з нього вилучили нецензурні слова, і фільм отримав рейтинг PG-13.[8]
- Олів, і всі члени її родини названі на честь харчів: Олів (англ. Olive — оливка, маслина), батько — Ділл (англ. Dill — кріп), мати — Розмарі (англ. Rosemary — розмарин), брат — Чіп (англ. Chip — чипси, картопля фрі)[8]
- Марка стільникового телефону Олів — Sony Ericsson K850i
- Елісон Мічалка та Ліза Кудроу разом знімались в фільмі «Бендслем» в 2009-тому.
- Емма Стоун та Ліза Кудроу разом знімались в фільмі «Паперова людина» в 2009-тому.

## Створення
Сценарист Берт Ройял стверджує що написав ввесь сценарій, крім останніх десяти сторінок за 5 днів.
Його планом було адаптувати три класичні твори під фільм, і зробити так щоб дія відбувалась в старшій школі, і деякі персонажі з'являлись б, в кількох фільмах одразу. Окрім книги «Червона літера», яка послужила матеріалом для Easy A, Ройял хотів використати п'єсу Сірано де Бержерак та Таємниця Едвіна Друда.
Пісня «Pocketful of Sunshine», яку в фільмі використали для створення тривалого комічного ефекту не була в оригінальному сценарії Ройяла. Він планував що під час сцен з Олів під час вихідних буде грати пісня «Olive», з альбому Кена Нордіна Colors 1966.
Режисер Вілл Глюк переписав сцени під пісню «Pocketful of Sunshine» Наташі Бедінгфілд, бо його дочка часто слухала рекламу журналу з Verizon Vcast в якій використовувалась ця пісня.
Хоча слово «fuck» використовувалось 47 разів в початковій версії сценарію, і він мав клас R, всі випадки вживання були вирізані з кінцевого фільму. Щоправда режисер зняв по дві версії багатьох сцен, одну з лайкою, і одну без. «Нецензурна» версія фільму доступна на DVD. Хоча фільм був адаптований для ширшої аудиторії він все одно отримав рейтинг 15 у Британії.

## Реліз
Світова прем'єра фільму відбулась на Міжнародному кінофестивалі в Торонто.

### Маркетинг
- Вебсайт згаданий в фільмі, freeolive.com, насправді є перенаправленням на офіційний вебсайт фільму LetsNotandSayWeDid.com.

### Касовий збір
В день відкриття 17 серпня 2010 фільм заробив $6,787,163 та $17,734,040 за перший тиждень, ставши другим після фільму The Town. Це відповідало очікуванням Sony заробити в біля $15 мільйонів за тиждень.
На 3 грудня 2010, фільм зібрав $56,920,786 в США, і ще $12,285,091 на міжнародному ринку, давши загальний прибуток $70,205,877.

### Критика
Фільм був добре сприйнятий критиками, багато з яких хвалили гру Емми Стоун. Вебсайт Rotten Tomatoes дав фільму рейтинг 87 % базуючись на 157 рецензіях, з середнім балом 7.1/10 та загальною оцінкою "Фільм багато чим зобов'язаний старішим (та кращим) молодіжним комедіям, але Easy A надала досить розумну та дотепну сцену для своєї неймовірно чарівної зірки, Емми Стоун
Інший агрегатор рецензій, Metacritic, присвоїв фільму середнє зважене 72 % яке базувалось на 34 рецензіях від основних критиків.

### Домашні медіа
Легковажна була випущена на DVD та дисках Blu-ray 21 грудня 2010.
DVD містить невдалі кадри, проби Емми Стоун, коментарі режисера, та трейлери до фільмів (включаючи Бурлеск, в якому теж грали Кем Гігандет та Стенлі Туцці, Beastly, Соціальна мережа).

### Нагороди та номінації
14 грудня 2010, Емма Стоун була номінована на Золотий глобус за роль Олів, в категорії найкраща актриса (Комедія/Мюзикл). Вона конкурувала з Анетт Бенінг та Джуліанн Мур (обидві за фільм Діти в порядку), Енн Гетевей (Кохання та інші ліки), та Анджеліною Джолі (Турист).[джерело?] Нагорода дісталась Анетт Бенінг.

## Зноски
1. ↑  Easy A — 2010.
2. 1 2 3  ČSFD — 2001.
3. 1 2  Fritz, Ben (16 вересня 2010). Movie projector: 'Easy A' expected to lead 'The Town,' 'Devil,' 'Alpha and Omega'. Los Angeles Times. Tribune Company. Архів оригіналу за 3 лютого 2019. Процитовано 16 вересня 2010.
4. 1 2  'Easy A' DVD Release Date Announced. BuzzFocus. Архів оригіналу за 12 липня 2013. Процитовано 23 листопада 2010.
5. ↑  Michael Fleming (3 червня 2009). Cast penciled in for 'Easy A'. Variety. Процитовано 18 липня 2009.[недоступне посилання з червня 2019]
6. ↑  Kroll, Justin (16 червня 2009). Johanna Braddy. Variety. Процитовано 21 жовтня 2009.[недоступне посилання з червня 2019]
7. ↑  
Staff (29 березня 2009). Emma Stone earns an 'Easy A'. HitFlix. Архів оригіналу за 12 липня 2013. Процитовано 11 листопада 2009.
8. 1 2 3  Easy A (2010) — Trivia. Архів оригіналу за 21 серпня 2010. Процитовано 24 січня 2011.
9. 1 2 3 4  Bert V. Royal Interview with Creative Screenwriting Magazine Podcast, Sept. 14, 2010. Архів оригіналу за 11 травня 2011. Процитовано 14 березня 2022.
10. ↑  Архівована копія. Архів оригіналу за 24 січня 2011. Процитовано 24 січня 2011.{{cite web}}:  Обслуговування CS1: Сторінки з текстом «archived copy» як значення параметру title (посилання)
11. ↑  
Easy A (2010). Box Office Mojo. Amazon.com. Архів оригіналу за 12 липня 2013. Процитовано 9 жовтня 2010.
12. ↑  Easy A Film Reviews at rottentomatoes.com. Rotten Tomatoes. Flixster. Архів оригіналу за 25 січня 2011. Процитовано 15 жовтня 2010.
13. ↑  
Easy A Film Reviews at Metacritic.com. Metacritic. CBS Interactive. Архів оригіналу за 12 липня 2013. Процитовано 9 жовтня 2010.
14. ↑  Архівована копія. Архів оригіналу за 22 жовтня 2012. Процитовано 24 січня 2011.{{cite web}}:  Обслуговування CS1: Сторінки з текстом «archived copy» як значення параметру title (посилання)